# Cahir (hrad)
Cahir je hrad v hrabství Tipperary (konkrétně v jižní části) v Irsku. Je jedním z největších irských hradů. Byl vybudován roku 1142 Conerem O'Brienem, princem Thomondským, na ostrově v řece Suir. Dnes leží uprostřed města Cahir.
Roku 1375 byl za věrnost králi Eduardu III. hradem obdarován Butler, nově vytvořený baron z Cahiru.
Butlerové z Cahiru byli na straně Irů v alžbětinských válkách a roku 1599 dobyla hrad po třech dnech obléhání armáda Roberta Devereuxe, hraběte z Essexu.
Ve válkách po roce 1640, souvisejících s anglickou občanskou válkou, byl hrad dvakrát obléhán. V roce 1640 se George Mathews, poručník mladého lorda z Cahiru, vzdal lordu Inchiquinovi a v roce 1650 se vzdal znovu, tentokrát Oliveru Cromwellovi a bez jediného výstřelu.
V roce 1961 zemřel poslední lord Cahir a hrad se stal majetkem státu.